# Communauté de communes du Clermontais
La Communauté de communes du Clermontais est une communauté de communes française, située dans le département de l'Hérault, arrondissement de Lodève, dans la région Occitanie.

## Histoire
La communauté est créée par un arrêté datant du 21 décembre 2000. Elle prend effet le 31 décembre 2000.

## Communes
La communauté de communes est composée des 21 communes suivantes :

| Nom                        | Code Insee | Gentilé         | Superficie (km2) | Population (dernière pop. légale) | Densité (hab./km2) |
| -------------------------- | ---------- | --------------- | ---------------- | --------------------------------- | ------------------ |
| Clermont-l'Hérault (siège) | 34079      | Clermontais     | 32,49            | 9 372 (2022)                      | 288                |
| Aspiran                    | 34013      | Aspiranais      | 16,13            | 1 682 (2022)                      | 104                |
| Brignac                    | 34041      | Brignacois      | 4,65             | 971 (2022)                        | 209                |
| Cabrières                  | 34045      | Cabrièrois      | 29,02            | 556 (2022)                        | 19                 |
| Canet                      | 34051      | Canétois        | 7,33             | 3 600 (2022)                      | 491                |
| Ceyras                     | 34076      | Ceyradais       | 6,96             | 1 389 (2022)                      | 200                |
| Fontès                     | 34103      | Fontésols       | 17,7             | 1 059 (2022)                      | 60                 |
| Lacoste                    | 34124      | Lacostois       | 7,46             | 312 (2022)                        | 42                 |
| Liausson                   | 34137      | Liaussonais     | 7,95             | 153 (2022)                        | 19                 |
| Lieuran-Cabrières          | 34138      | Lieuranais      | 6,13             | 338 (2022)                        | 55                 |
| Mérifons                   | 34156      | Mérifonois      | 6,74             | 57 (2022)                         | 8,5                |
| Mourèze                    | 34175      | Mourèzois       | 13,44            | 190 (2022)                        | 14                 |
| Nébian                     | 34180      | Nébianais       | 9,79             | 1 573 (2022)                      | 161                |
| Octon                      | 34186      | Octonnais       | 21,81            | 520 (2022)                        | 24                 |
| Paulhan                    | 34194      | Paulhanais      | 11,26            | 4 022 (2022)                      | 357                |
| Péret                      | 34197      | Péretois        | 10,97            | 1 131 (2022)                      | 103                |
| Saint-Félix-de-Lodez       | 34254      | Lodéziens       | 4,38             | 1 142 (2022)                      | 261                |
| Salasc                     | 34292      |                 | 9                | 342 (2022)                        | 38                 |
| Usclas-d'Hérault           | 34315      |                 | 2,82             | 438 (2022)                        | 155                |
| Valmascle                  | 34323      |                 | 6,99             | 51 (2022)                         | 7,3                |
| Villeneuvette              | 34338      | Villeneuvettois | 3,14             | 66 (2022)                         | 21                 |

## Démographie
| 1968   | 1975   | 1982   | 1990   | 1999   | 2010   | 2015   | 2021   |
| ------ | ------ | ------ | ------ | ------ | ------ | ------ | ------ |
| 15 967 | 14 516 | 15 454 | 16 652 | 18 010 | 25 023 | 27 305 | 28 708 |

## Administration

### Liste des présidents
| Période                                  | Période  | Identité            | Étiquette | Qualité                                                        |
| ---------------------------------------- | -------- | ------------------- | --------- | -------------------------------------------------------------- |
| Les données manquantes sont à compléter. |          |                     |           |                                                                |
| 2001                                     | 2008     | Bernard Soto        | DVG       | Professeur dans le second degré Maire de Paulhan (1995 → 2014) |
| 2008                                     | 2014     | Alain Cazorla       | PS        | Retraité de la Poste Maire de Clermont-l'Hérault (2001 → 2014) |
| 2014                                     | 2020     | Jean-Claude Lacroix | PS        | Fonctionnaire d'État Maire de Ceyras (2001 → )                 |
| 2020                                     | En cours | Claude Revel        | LR        | Viticulteur Maire de Canet (1989 → )                           |

## Compétences
- Population et habitat
- Activité économique
- Zones d'activité économique
- Développement économique et promotion touristique
- Éducation et service à l'enfant
- Équipements sportifs
- Services publics
- Animations et activités culturelles
- Tourisme
- Activités de pleine nature
- Eau et assainissement

## Pays
La communauté de communes du Clermontais fait partie du Pays Cœur d'Hérault.